# Ángel Casarín
Ángel Casarín fue un periodista, militar y político mexicano que se desempeñó como gobernador interino del Estado de Veracruz, conocido por mudar la capital de dicho Estado a la ciudad de Veracruz.

## Biografía
Nació en Boca del Río, Veracruz, a finales del siglo XIX, perteneciente a una connotada familia terrateniente de la Región del Sotavento. Fue hermano del coronel Pascual Casarín, comandante de las Guardias Blancas anti-agraristas.
En 1912 fue, junto al filólogo Benito Fentanes, fundador del periódico Grano de Arena, primer periódico de Cosamaloapan, del que se desempeñó como administrador.
Al explotar la Revolución Mexicana, se adhirió a la campaña constitucionalista contra Victoriano Huerta. 
En 1920, se desempeñó como tesorero general y secretario de gobierno del Estado de Veracruz durante el gobierno del General Adalberto Tejeda. 
Durante numerosos periodos comprendidos entre 1922 hasta 1924, se desempeñó repetidamente como gobernador constitucional interino del Estado de Veracruz debido a las continuas ausencias del gobernador General Tejeda por causas generalmente militares. Leal a la causa constitucionalista, repudió a las fuerzas delahuertistas en Jalapa, con ayuda del General Joaquín V. Casarín. 
Por decreto suyo del 12 de febrero de 1924 fue mudada la capital del Estado de Veracruz desde Jalapa a la Ciudad y Puerto de Veracruz.
También se desempeñó como diputado.